# Lavio
Lavio (en asturiano y oficialmente Ḷḷaviu) es una parroquia y lugar del concejo asturiano de Salas, en España, situada a 22,5 km de la capital del concejo. Su superficie es de 25,49 km² y alberga a 216 habitantes. Su templo parroquial se dedica a los Santos Justo y Pastor.
Se ha sugerido que el nombre puede provenir de un antiguo dueño llamado Flavius, Lavius o Labius.

## Barrios y aldeas (2017)[1][2]
- Brañasivil (lugar) (Brañasebil en asturiano y oficialmente) - 19 habitantes.
- Buscabrero (lugar) (Buscabreiru) - 12 habitantes.
- Bustoto (aldea) (Bustoutu) - 3 habitantes.
- El Acebal (aldea) (L'Acebal) - 6 habitantes.
- El Cándano (aldea) (El Cándanu) - 9 habitantes.
- Faedo (lugar) (Faéu) - 27 habitantes.
- La Colniella (aldea) (La Cornieḷḷa) - 10 habitantes.
- Las Gallinas (lugar) (Las Gaḷḷinas) - 30 habitantes.
- Lavio (lugar) (Ḷḷaviu) - 47 habitantes.
- Pende (lugar) - 27 habitantes.
- Socolina (lugar) - 26 habitantes.